# Приключения Клиффа Бута
«Приключения Клиффа Бута» (англ. The Adventures of Cliff Booth) — предстоящий американский художественный фильм режиссёра Дэвида Финчера и сценариста Квентина Тарантино в жанре комедийной драмы. Сиквел фильма Тарантино «Однажды в Голливуде» (2019). В фильме снимутся Брэд Питт, Скотт Каан, Элизабет Дебики и Яхья Абдул-Матин II.

## Сюжет
Действие происходит в 1977 году, спустя 8 лет после событий фильма «Однажды в Голливуде». Бывший каскадёр и дублёр актёра Рика Далтона Клифф Бут отныне занимается «решением проблем» одной из голливудских киностудий, от скандалов до шантажа.

## В ролях
- Брэд Питт — Клифф Бут
- Скотт Каан
- Элизабет Дебики
- Яхья Абдул-Матин II
- Карла Гуджино
- Холт Маккэлани
- Джейби Тадена
- Кори Фогельманис
- Карен Карагулян

## Производство
В апреле 2025 года стало известно, что Дэвид Финчер станет режиссёром сиквела фильма Квентина Тарантино «Однажды в Голливуде» (2019). Производством и дистрибуцией фильма займётся компания Netflix, а Брэд Питт вновь исполнит роль Клиффа Бута. Фильм получил название «Продолжение приключений Клиффа Бута» (англ. The Continuing Adventures of Cliff Booth). В мае 2025 года стало известно, что в фильме также снимутся Элизабет Дебики, Скотт Каан. В июне к актёрскому составу присоединились Яхья Абдул-Матин II и Карла Гуджино. Тогда же название фильма сократили до «Приключений Клиффа Бута» (англ. The Adventures of Cliff Booth).
Съёмки фильма начались в Калифорнии 28 июля 2025 года и продлятся до января 2026 года.